# Botryobasidium yutajense
Botryobasidium yutajense ist eine Ständerpilzart aus der Familie der Traubenbasidienverwandten (Botryobasidiaceae). Sie bildet resupinate, spinnwebartige Fruchtkörper aus, die auf Stielporlingen wachsen. Das Verbreitungsgebiet von Botryobasidium yutajense umfasst das venezolanische Yutajé. Eine Anamorphe der Art ist bislang nicht bekannt.

## Merkmale

### Makroskopische Merkmale
Botryobasidium yutajense besitzt gräuliche bis hellbraune, gespinstartige und dünne Fruchtkörper, die resupinat (also vollständig anliegend) auf ihrem Substrat wachsen und unter der Lupe leicht netzartig erscheinen.

### Mikroskopische Merkmale
Wie bei allen Traubenbasidien ist die Hyphenstruktur von Botryobasidium yutajense monomitisch, besteht also ausschließlich aus generativen Hyphen, die sich rechtwinklig verzweigen. Die Basalhyphen sind braun, meist 8–12 µm breit und nicht inkrustiert. Die 5–7 µm dicken Subhymenialhyphen sind fast hyalin und dünnwandig. Alle Hyphen sind einfach septiert. Die Art verfügt wie fast alle Traubenbasidien weder über Zystiden noch über Schnallen. Die vier- bis sechssporigen Basidien der Art wachsen in Nestern, werden 15 × 8,5 µm groß, sind annähernd ovoid geformt und an der Basis einfach septiert. Die Sporen sind spindelförmig bis zweispitzig und meist 6–7 × 3–3,25 µm groß. Sie sind hyalin und dünnwandig.

## Verbreitung
Die bekannte Verbreitung von Botryobasidium yutajense umfasst bislang nur die Typlokalität nahe dem venezolanischen Yutajé am nördlichen Amazonas.

## Ökologie
Botryobasidium yutajense ist ein Saprobiont, der andere Pilzarten besiedelt. Bisher wurde es lediglich abgestorbenen Fruchtkörpern von Stielporlingen gefunden.